# Sweet Thames run softly
Sweet Thames run softly is een compositie van de Britse componist George Dyson. Het werk is geschreven voor bariton, koor en orkest.
Dyson was inmiddels een gelauwerd componist, maar kreeg ook last van zijn behoudende stijl van componeren. Aangezien Dysons hoofdwerkzaamheden bestonden uit het besturen van de Royal College of Music, promootte hij zijn muziek ook niet zo fanatiek; de meeste van zijn composities verdwenen in de figuurlijke la.
Nadat hij al eerder teksten van William Dunbar en Geoffrey Chaucer had verwerkt in zijn composities, (zie In Honour of the City en The Canterbury Tales) was nu de schrijver Edmund Spenser (1552-1599) aan de beurt. Deze had in zijn werk Prothalamion (1596) een tiental verzen geschreven over de Theems, Dyson zette daar voor zes muziek onder. Deze verzen eindigen allemaal met de tekst: Sweet Thames run softly, till I end my song. De verzen werden geschreven voor een huwelijksfeest gedurende de regeerperiode van Koningin Elizabeth I van Engeland; het feest vond plaats aan de Theems met Londen in zicht.

## Bron en discografie
- Uitgave Unicorn Kanchana: Royal College of Music Chamber Choir en het Royal Philharmonic Orchestra o.l.v. Sir David Willcocks.